# Comuna Vilhuvatka, Kobeleakî
Vilhuvatka (în ucraineană Вільхуватка) este o comună în raionul Kobeleakî, regiunea Poltava, Ucraina, formată din satele Demenkî, Jovtneve, Livoberejna Sokilka, Proskurî și Vilhuvatka (reședința).

## Demografie
Componența lingvistică a comunei Vilhuvatka
     Ucraineană (95,49%)
     Rusă (3,9%)
     Alte limbi (0,29%)
Conform recensământului din 2001, majoritatea populației comunei Vilhuvatka era vorbitoare de ucraineană (95,49%), existând în minoritate și vorbitori de rusă (3,9%).